# День Арафат
День А́рафат, также Арафа (араб. يَوْمُ عَرَفَة‎), — мусульманский праздник, второй день хаджа, который отмечается в 9-й день 12-го месяца мусульманского лунного календаря зу-ль-хиджы, примерно через 70 дней после окончания месяца Рамадан. В этот день участники Хаджа посещают долину Арафат возле Мекки и совершают дуа в промежуток времени после обеденной молитвы и вечерной молитвы.
День Арафат является самым памятным из дней Аллаха. Согласно мусульманской религии, в этот день вознаграждение или кара мусульманам за благие или греховные поступки увеличивается многократно. Равно, как и вес грехов в этот день увеличивается в несколько раз. До заката солнца верующие стоят и замаливают грехи.
За свои благочестивые деяния человек, стремящийся к Аллаху с чистым намерением, в Судный день увидит вознаграждение. Пост в день Арафат считается самым важным из тех поступков, которые приближают верующих к Аллаху. Пророк Мухаммед о посте в день Арафат сказал: «Это очищение грехов за предыдущий и последующий год».
День Арафат предшествует празднику Курбан-байрам. В этот день паломники, совершающие хадж, стоят в долине 
Арафат. Для всех мусульман, кроме паломников, желательно в этот день поститься.